# Jeseter jihočínský
Jeseter jihočínský (Acipenser dabryanus) je velká jeseterovitá ryba, která žila v čínské řece Jang-c’-ťiang. Často je zaměňován s jeseterem čínským. Od roku 1996 je podle IUCN klasifikován jako kriticky ohrožený taxon, od roku 2022 taxon vyhynulý v přírodě.

## Popis
Ojediněle dosahuje délky až 2,5 m ale většinou bývá menší. Zvrchu je ryba modrošedá, zespoda nažloutle bílá. Samice běžně produkuje 57 000 až 102 000 jiker. Přestože migruje, nikdy neopouští sladkou vodu.

## Výskyt
Žil v pomalu tekoucích vodách. Jeho populace drasticky poklesla začátkem 80. let 20. století. Od roku 1996 je podle IUCN klasifikován jako kriticky ohrožený taxon, od roku 2022 taxon vyhynulý v přírodě.
Hlavními příčinami vyhynutí jsou nadměrný rybolov, konstrukce mnoha přehrad (například přehrada Tři soutěsky) blokujících pohyb ryb a zvýšené znečištění v důsledku odlesňování a zvýšené průmyslové aktivity.
Od 70. let 20. století je chován v zajetí. Tisíce kusů odchovaných v zajetí bylo vypuštěno zpět do Jang-c’-ťiang, avšak tito jedinci se nerozmnožovali.

## Potrava
Živí se vodními rostlinami, bezobratlými a malými rybami.